# Michel de Boüard
Michel de Boüard de Laforest, dit Michel de Boüard, né le 5 août 1909 à Lourdes et mort le 28 avril 1989, à Caen (Calvados), est un historien et archéologue français, membre de l'Institut et doyen de la faculté des lettres de Caen. Il s'est illustré par la promotion des méthodes archéologiques scientifiques dans le domaine de l'histoire médiévale.

## Biographie
Il est le fils d'Alain de Boüard (1882-1955), chartiste, ancien élève de Louis Duchesne à l'École française de Rome (1911-1912) et professeur de paléographie à l'École des chartes de 1923 à 1953. Diplômé de l'École des chartes, où il consacre sa thèse au Compendium philosophiæ, Michel de Boüard devient membre de l'École française de Rome entre 1930 et 1932. Après avoir contribué à l'édition des travaux posthumes d'Augustin Cochin, historien de la Révolution, il enseigne à l'Institut français de Naples de 1935 à 1937, puis à l'Université Fouad-Ier du Caire de 1937 à 1940. Il est nommé professeur d'histoire de Normandie et du Moyen Âge à l'université de Caen en 1940.
Fervent catholique, il devient résistant dans les rangs du Front national de lutte pour l'indépendance de la France et membre du Parti communiste français de 1942 à 1960. Il est arrêté par la Gestapo le 11 décembre 1942. En 1944, il est déporté à Mauthausen où il est une des figures de l'organisation de solidarité française mise en place dans le camp de concentration. De 1945 à 1948, il est à plusieurs reprises candidat aux élections sur les listes du Parti communiste et est élu conseiller municipal de Caen. Catholique et communiste, il participe à la fondation de l'Union des chrétiens progressistes. Il participe activement aux luttes contre le réarmement allemand, la guerre d'Indochine et la guerre d'Algérie.
De retour en France après la fin de la Seconde Guerre mondiale, il participe à la reconstruction de Caen en dirigeant notamment les fouilles archéologiques du château de Caen de 1949 à 1966. Dès cette époque, il s'affirme comme le chef de file de l'archéologie médiévale en lui donnant une nouvelle orientation scientifique. Il s'agit d'utiliser la méthode stratigraphique sur des sites d'époque médiévale, période alors totalement négligée pour ce type de fouille. Concentrant ses efforts sur des sites « non-monumentaux », c'est-à-dire dont aucun vestige ne dépasse du sol, Michel de Boüard crée ainsi une nouvelle forme d'archéologie qui n'est plus une histoire de l'art mais un outil essentiel pour mieux comprendre l'histoire de l'homme médiéval et de son habitat. Ses thèses contribueront au développement de l'archéologie préventive en France au cours des années 1970.
Il fonde en 1946 le musée de Normandie au sein du château, avec l'aide de Georges-Henri Rivière. Ce dernier appuie également sa candidature à la présidence de la Société d'ethnographie française. Élu en 1947, il demeure président de la structure jusqu'en 1952. Après avoir fondé la revue Annales de Normandie (1951), il met sur pied en 1955, le Centre de recherches archéologiques et historiques médiévales (CRAHM) à l'université de Caen (actuellement Centre de recherches archéologiques et historiques anciennes et médiévales), première structure fondée dans cette discipline. Il est le fondateur de la revue Archéologie médiévale, dont le premier tome paraît en 1971.
Il est commandeur de la Légion d'honneur.
Une plaque en son honneur a été posée au pied du donjon du château de Caen, par la ville de Caen. L'esplanade de la Paix, entre l'université et le château, a également été rebaptisée esplanade de la Paix - Michel-de-Boüard en octobre 2009.
Membre du Comité d'histoire de la Deuxième guerre mondiale dès sa fondation, il rédige plusieurs articles sur la répression allemande et l'expérience concentrationnaire. Mais après la soutenance de la thèse du négationniste Henri Roques en 1985, il revient sur ses écrits et est au cœur d'une polémique lorsqu'il se met à douter de l'existence des chambres à gaz au camp de Mauthausen, existence qu'il a pourtant affirmée constamment jusque-là, notamment dans sa monographie de 1954 publiée par la Revue d'histoire de la Deuxième Guerre mondiale.

### Vie privée
Il a été l'époux de Germaine de Boüard, née Callies, également chartiste.

## Publications
- La France et l'Italie au temps du grand schisme d'Occident, Paris, E. de Boccard, 1936
- Mauthausen, Paris, Presses universitaires de France, 1954
- L'art roman en France : Normandie Bretagne, Flammarion, 1961
- Caen, ville admirable, Caen, Publica, 1963
- Les Vikings, Paris, Hatier, 1968
- Histoire de la Normandie, Toulouse, Privat, 1970
- Documents de l'histoire de la Normandie, Toulouse, Privat, 1972
- Manuel d'archéologie médiévale, de la fouille à l'histoire, Paris, CDU Sedes, 1975
- L'Artisanat en Normandie, Wettolsheim, Éditions Mars et Mercure, 1978
- Le Château de Caen, Caen, CRAHM, 1979
- Guillaume le Conquérant, Paris, Fayard, 1984  (ISBN 2-213-01319-5)
- Journal de route 1946-1956, Caen, Musée d'ethnographie et d'histoire de la Normandie, 2009

## Distinctions
- Commandeur de la Légion d'honneur
- Croix de guerre 1939–1945
- Commandeur de l'ordre des Palmes académiques
- Officier de l'ordre des Arts et des Lettres
- 1973 - Membre de l'Académie des inscriptions et belles-lettres